# Дюмон, Пьер (скульптор)
Пьер Дюмон (фр. Pierre Dumont; ок. 1660, Валансьен — 29 января 1737, Валансьен) — французский скульптор.

## Биография
Пьер Дюмон является основателем династии, включавшей пять поколений скульпторов, вплоть до Огюстена Дюмона (1801—1884). Сыновья Пьера — скульптор Франсуа Дюмон (1687—1726) и живописец Жак Дюмон (1701—1781), прозванный «римским».
Пьер Дюмон был успешным скульптором «большого стиля» эпохи короля-солнце Людовика XIV. В 1709—1710 годах он работал на строительстве королевской капеллы Версаля, затем на различных стройках в Лотарингии для герцога Леопольда: Шато де Люневиль, Шато де ла Мальгранж, герцогского дворца в Нанси.
Пьер Дюмон был членом Академии Святого Луки в Париже. Он умер в Валансьене 29 января 17372 года и был похоронен в церкви Сен-Вааст (l'église Saint-Waast).